# Jerzmanice-Zdrój (stacja kolejowa)
Jerzmanice-Zdrój – stacja kolejowa położona w Jerzmanicach-Zdroju, w Polsce. Została otwarta w 1895 i stanowi ważny węzeł kolejowy dla lokalnych linii, eksploatowanych przez pociągi towarowe.

## Położenie
Stacja jest położona we wschodniej części Jerzmanic-Zdroju, w dolinie rzeki Kaczawa, niedaleko drogi wojewódzkiej nr 364. Administracyjnie stacja położona jest w województwie dolnośląskim, w powiecie złotoryjskim, w gminie Złotoryja.
Stacja położona jest na wysokości 202 m n.p.m.

## Historia

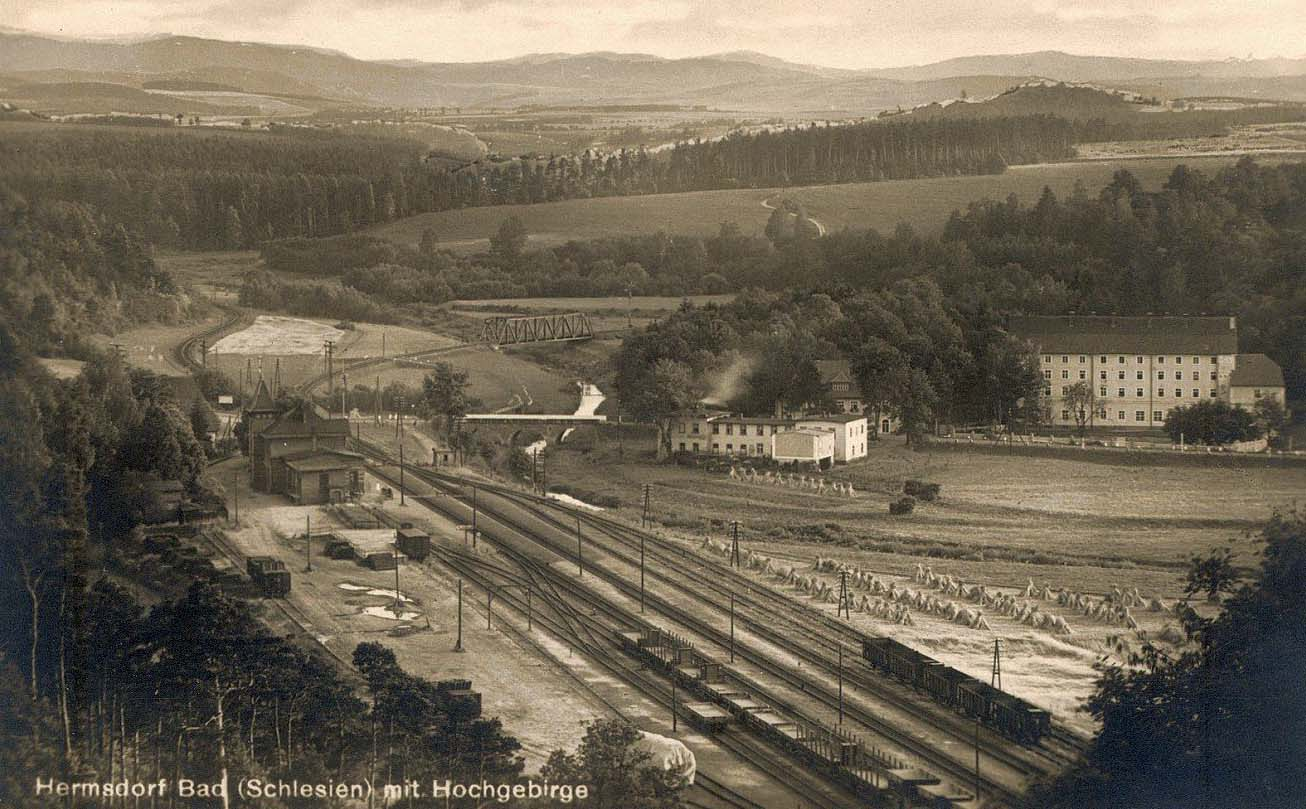
Stacja w latach międzywojennych

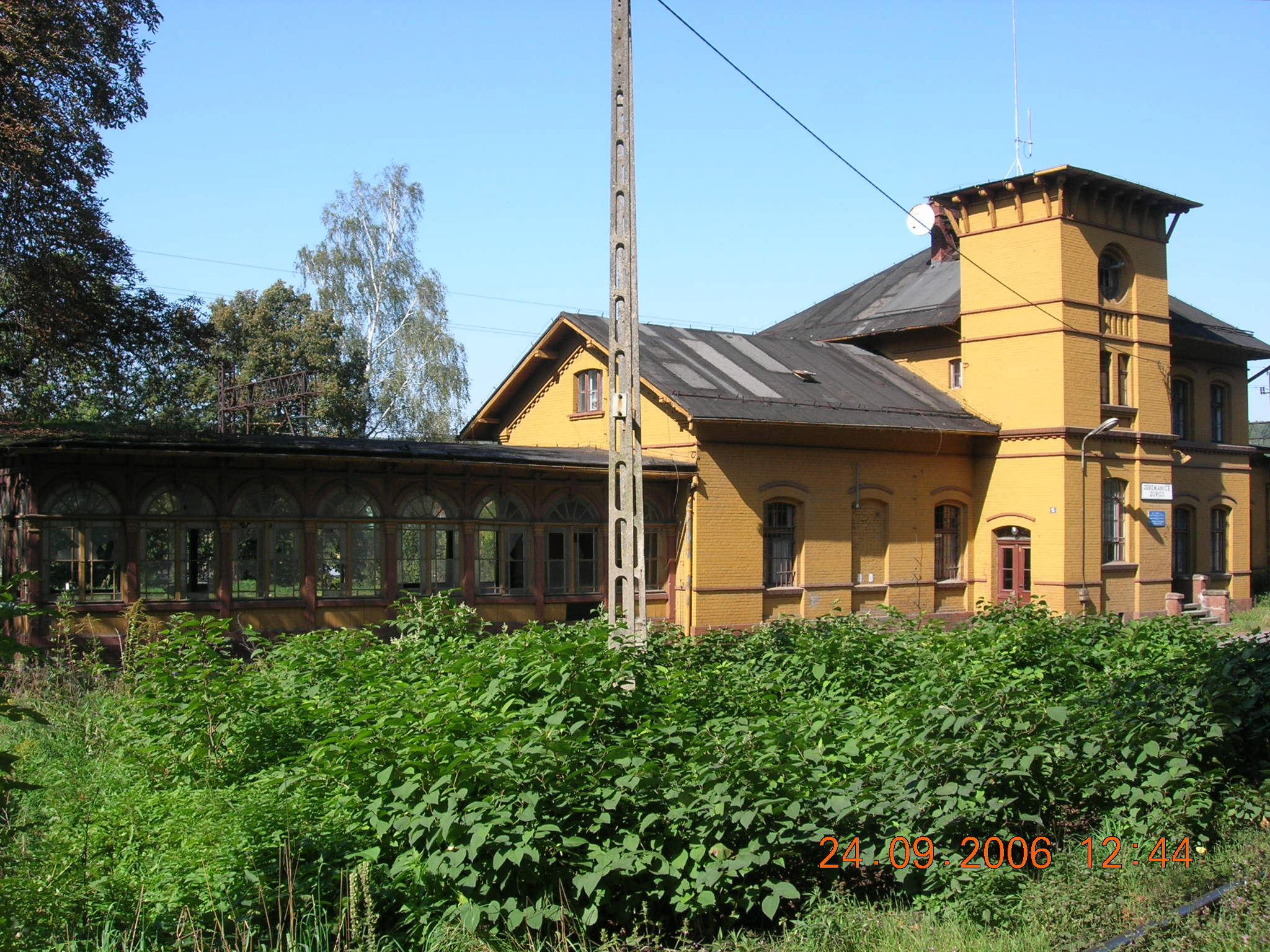
Stacja kolejowa Jerzmanice-Zdrój – widok od strony Kruczych Skał

### Do 1945
Powstanie stacji ma związek z budową linii ze Złotoryi. Linię tę otwarto 16 września 1895, tj. po dziesięciu latach od doprowadzenia jej do Złotoryi. Linię dalej poprowadzono do Świerzawy (obecnie linia kolejowa nr 312). W dniu 15 maja 1896 omawiana stacja stała się węzłem kolejowym, gdyż oddano do użytku odcinek z Nowej Wsi Grodziskiej. Po dwóch latach budowy 18 maja 1951 uruchomiono linię Jerzmanice-Zdrój – Wilków Złotoryjski (linia kolejowa nr 342), na której w latach 1952-1957 prowadzono przewozy pasażerskie. Linia do Wilkowa wybudowana została dla transportu rudy miedzi z kopalni Lena, uruchomionej w 1939.

### Po 1945
Ruch pasażerski przez stację po 1945 stopniowo ograniczano. W latach 50. zlikwidowano połączenia do Wilkowa Złotoryjskiego, 10 października 1991 zawieszono przewozy osobowe do Lwówka Śląskiego, w 1995 do Marciszowa. W międzyczasie, w 1988 dokonano elektryfikacji odcinka Legnica - Jerzmanice-Zdrój - Nowy Kościół. Po zakończeniu elektryfikacji nie prowadzono bezpośrednich pociągów na całej linii Legnica - Marciszów, tylko w Jerzmanicach pasażerowie przesiadali się z elektrycznych zespołów trakcyjnych do pociągów z trakcją spalinową i na odwrót.
W latach 2008–2009 na krótko wznowiono przewozy pasażerskie na odcinku Legnica – Jerzmanice-Zdrój, ale z powodu znikomej frekwencji dokonano ich likwidacji. Obecnie na odcinku do Krzeniowa jest prowadzony intensywny ruch towarowy  na potrzeby kamieniołomów w PGP Bazalt S.A.

## Linie kolejowe

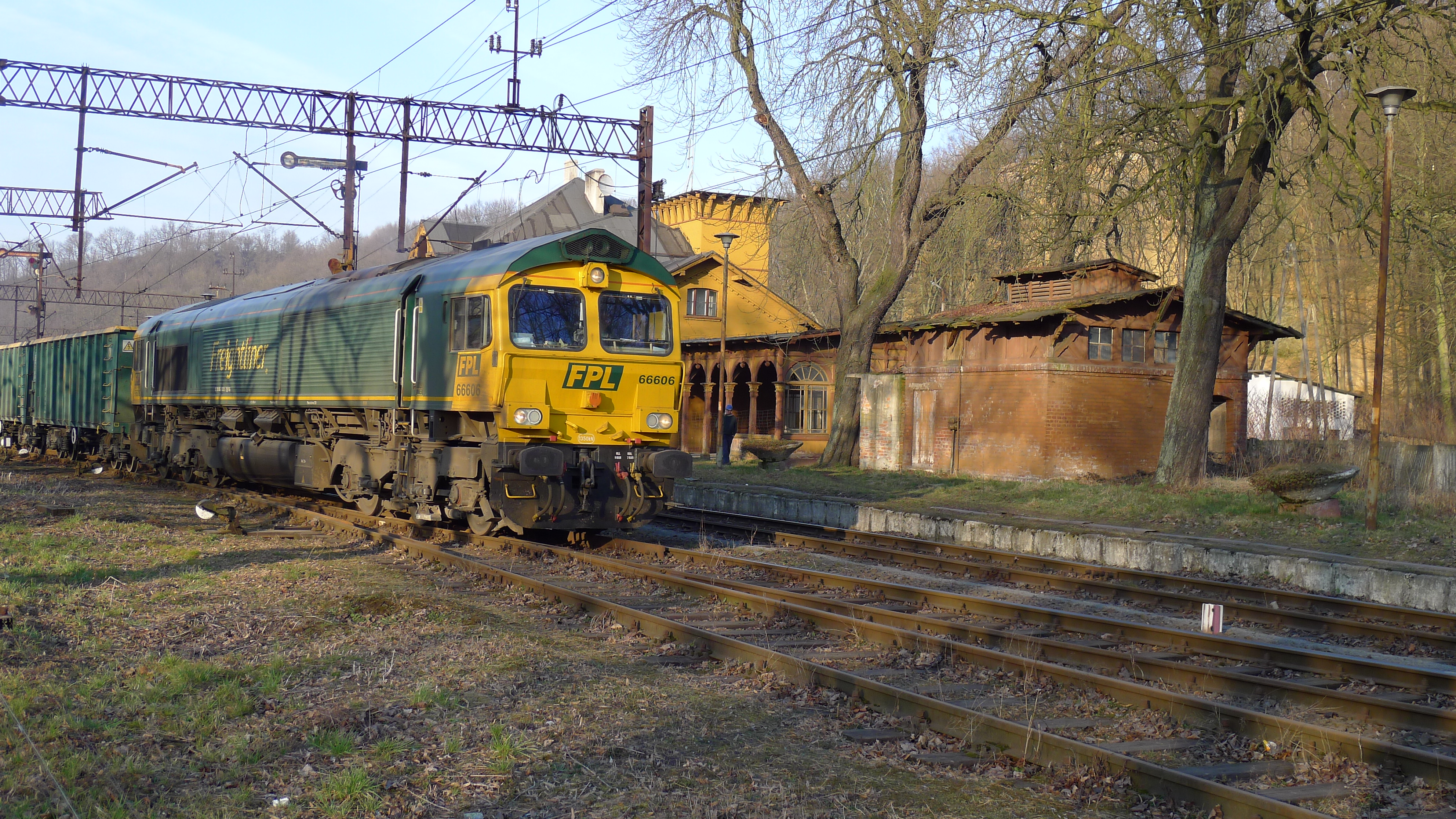
Lokomotywa klasy 66 na stacji Jerzmanice-Zdrój

Stacja Jerzmanice-Zdrój ma charakter stacji węzłowej. Z niej rozpoczynają się, przebiegają lub kończą się następujące linie:
- 284 Legnica – Jerzmanice-Zdrój (d. Legnica – granica państwa; ruch towarowy do stacji Jerzmanice-Zdrój; 24,276 km),
- 312 Krzeniów II – Jerzmanice-Zdrój (d. Marciszów – Jerzmanice-Zdrój; ruch towarowy; 36,669 km).
- 342 Jerzmanice-Zdrój – Wilków Złotoryjski (d. Jerzmanice-Zdrój – Leszczyna; ruch towarowy; 0,000 km)

Układ torowy stacji to 2 tory główne zasadnicze, 2 tory główne dodatkowe i 9 torów bocznych.

## Infrastruktura
Na stacji znajduje się:

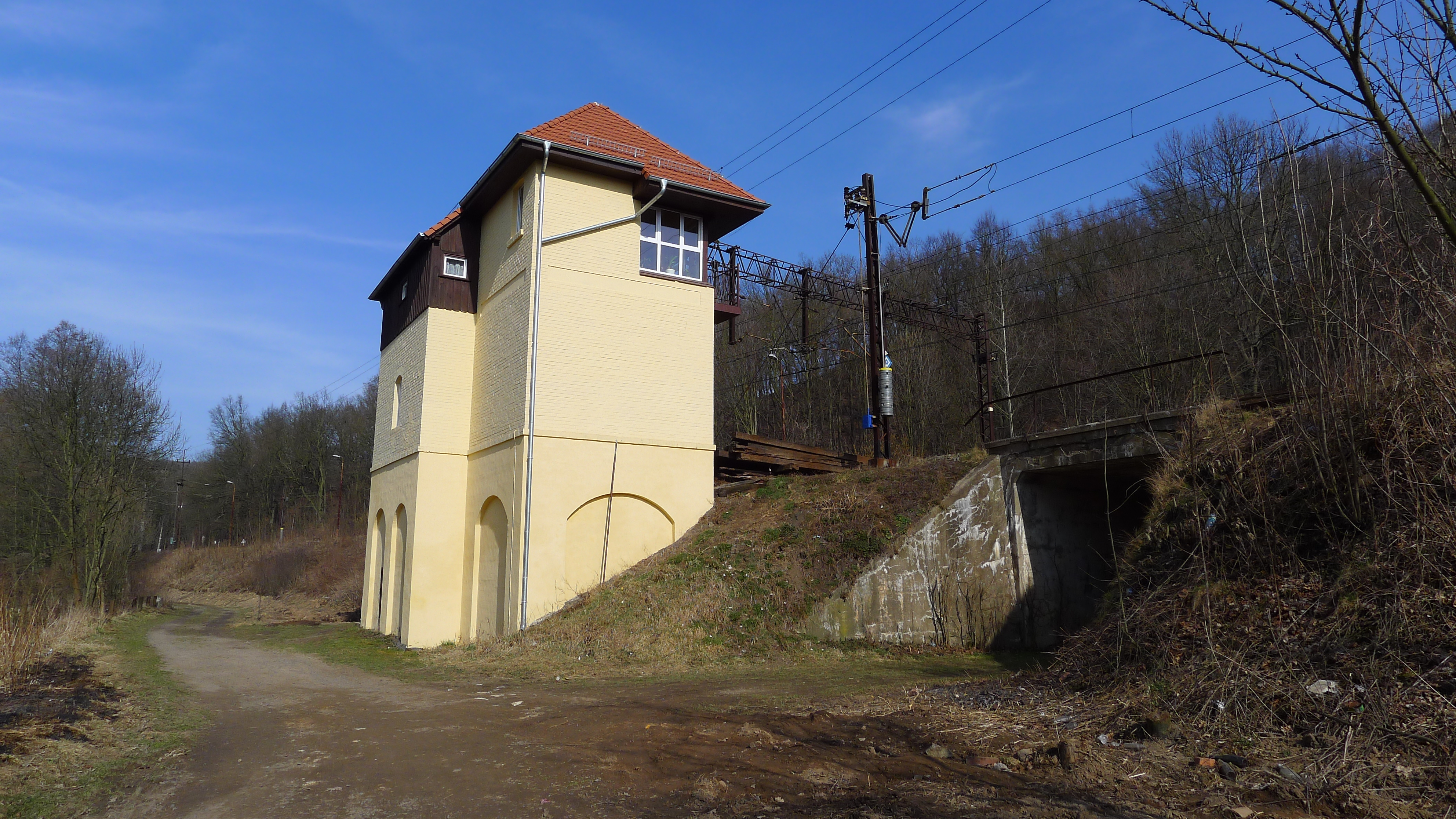
Nastawnia wykonawcza stacji kolejowej

- dworzec kolejowy z magazynem i nastawnią (obecnie pełni funkcję placówki PKP Cargo oraz mieszkalną),
- nastawnia wykonawcza,
- zabudowania gospodarcze,
- plac ładunkowy,
- 3 perony.

## Ciekawostki
- Linia do Wilkowa posiada największe nachylenie wzniesienia wśród czynnych linii w Polsce (40,9 promila). W przeszłości zdarzały się na niej wypadki. Przykładem jest zdarzenie z udziałem parowozu Tr5-65, stacjonującego w MD Legnica, który wykoleił się 30 sierpnia 1955, gdyż najechał na kozioł oporowy w Jerzmanicach-Zdroju w wyniku braku wymaganego ciężaru hamującego w pociągu zjeżdżającym z Wilkowa[8];
- Przedwojenny kilometraż niemieckich linii kolejowych był liczony od Berlina - na linii do Marciszowa Jerzmanice były na 319,60 kilometrze[8].